# تونی مرچنت
تونی مرچنت (انگلیسی: Tony Marchant؛ زادهٔ ۱۱ ژوئیهٔ ۱۹۵۹) فیلم‌نامه‌نویس اهل بریتانیا است.
از فیلم‌ها یا مجموعه‌های تلویزیونی که وی در آن‌ها نقش داشته‌است، می‌توان به پرده دو، جنایت و مکافات، علامت قابیل و منحرف‌شده از مسیر اشاره نمود.